# Zamek Bierzgłowski
Zamek Bierzgłowski – wieś w Polsce położona w województwie kujawsko-pomorskim, w powiecie toruńskim, w gminie Łubianka, około 15,5 km na północny zachód od Torunia. Według Narodowego Spisu Powszechnego (III 2011 r.) liczyła 481 mieszkańców. Jest szóstą co do wielkości miejscowością gminy Łubianka.
W latach 1975–1998 miejscowość położona była w województwie toruńskim.

## Zamek

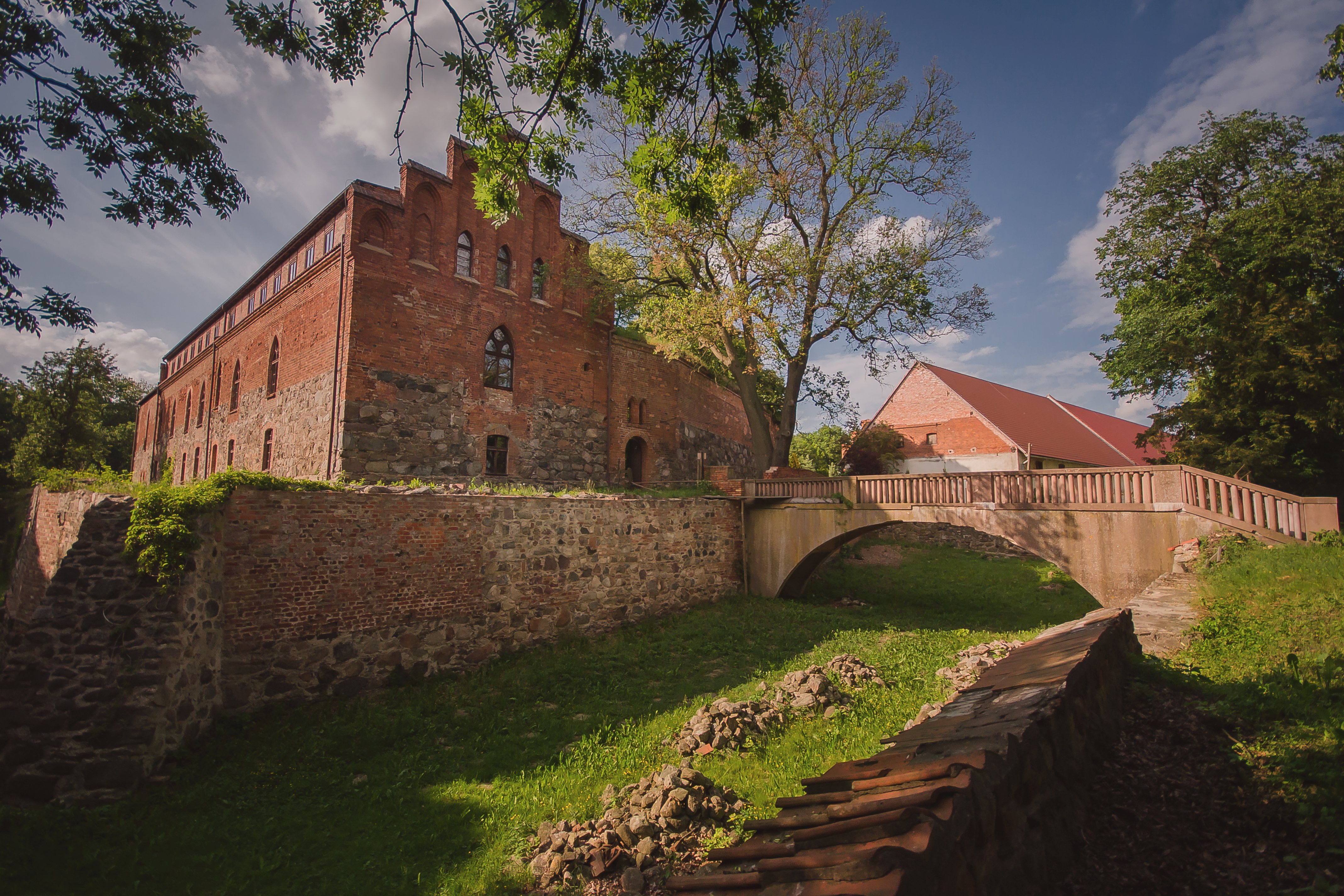
Zamek Bierzgłowski

Znajduje się tutaj jedna z najstarszych obronnych budowli krzyżackich – gotycki zamek, wzniesiony w latach 1270–1305 w miejscu wcześniejszego grodu z 1260 r., zniszczonego przez Litwinów w roku 1263. Początkowo siedziba komturów bierzgłowskich; wielokrotnie niszczony i odbudowywany; w latach 1475–1840 własność rady miejskiej Torunia, odbudowywany w stylu neogotyckim w roku 1860, na początku XX wieku i w okresie międzywojennym.
Położony na wysuniętym wzniesieniu pradoliny Wisły zamek składa się z zamku głównego (siedziby komtura), pełniącego funkcje gospodarcze przedzamcza oraz wieży bramnej. Zamek główny (wysoki) jest dwuskrzydłowy (refektarz i kapitularz), dwa jego boki są zamknięte kamienno-ceglanymi murami w nieregularny czworobok. Wjazd do zamku wysokiego odbywał się przez bramę w murze obwodowym. Od wschodu, południa i zachodu zamek otoczony jest fosą (obecnie suchą), od strony północnej znajduje się przedzamcze, na terenie którego znajduje się przebudowany w XIX wieku budynek gospodarczy z XIV wieku oraz dwa późniejsze budynki. Przedzamcze jest otoczone kamiennym murem, w którym od północy znajduje się główna brama wjazdowa z neogotyckim szczytem, a w narożu północno-zachodnim baszta.
W murze północnym zamku wysokiego znajduje się, pochodzący z około 1300 roku, portal z ceramicznym trójpolowym tympanonem o niepewnej ikonografii (postać jeźdźca na koniu, której towarzyszą 2 rycerze). Ta najstarsza zachowana rzeźba na terenie Prus zaliczana jest przez niektórych historyków do najcenniejszych dzieł ceramicznej plastyki średniowiecznej Europy. 
Po drugiej wojnie światowej mieścił się tutaj dom opieki społecznej. Od 1992 roku właścicielem zamku jest Diecezja Toruńska, pod opieką której po dziś dzień trwają prace restauratorskie.

## Szlaki turystyczne
W Zamku Bierzgłowskim łączą się dwa piesze szlaki turystyczne:
- Szlak niebieski (20 km): Zamek Bierzgłowski – Bierzgłowo – Słomowo – Siemoń – Raciniewo – Unisław
- Szlak Martyrologii Narodu Polskiego (38 km): Toruń – Łysomice – Rezerwat przyrody Las Piwnicki – Piwnice – Różankowo – Świerczynki – Pigża – Leszcz – Zamek Bierzgłowski – Olek – Barbarka – Toruń

W Zamku Bierzgłowskim zaczyna się również czarny szlak rowerowy a przebiega czerwony:
- Szlak czerwony z Torunia do Chełmna TO-7002c (60 km): Toruń – Zamek Bierzgłowski – Siemoń – Unisław – Płutowo – Starogród – Chełmno
- Szlak rowerowy czarny po Dolinie Dolnej Wisły (447 km): Cierpice – Solec Kujawski – Bydgoszcz – Świecie – Nowe – Gniew – Tczew – Kwidzyn – Grudziądz – Chełmno – Ostromecko – Zamek Bierzgłowski

## Galeria

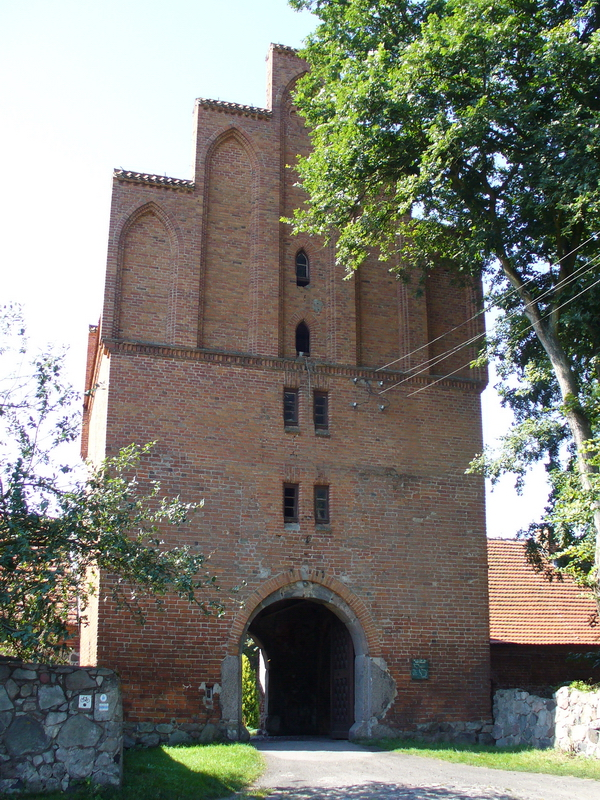
Główna wieża oraz brama zamku
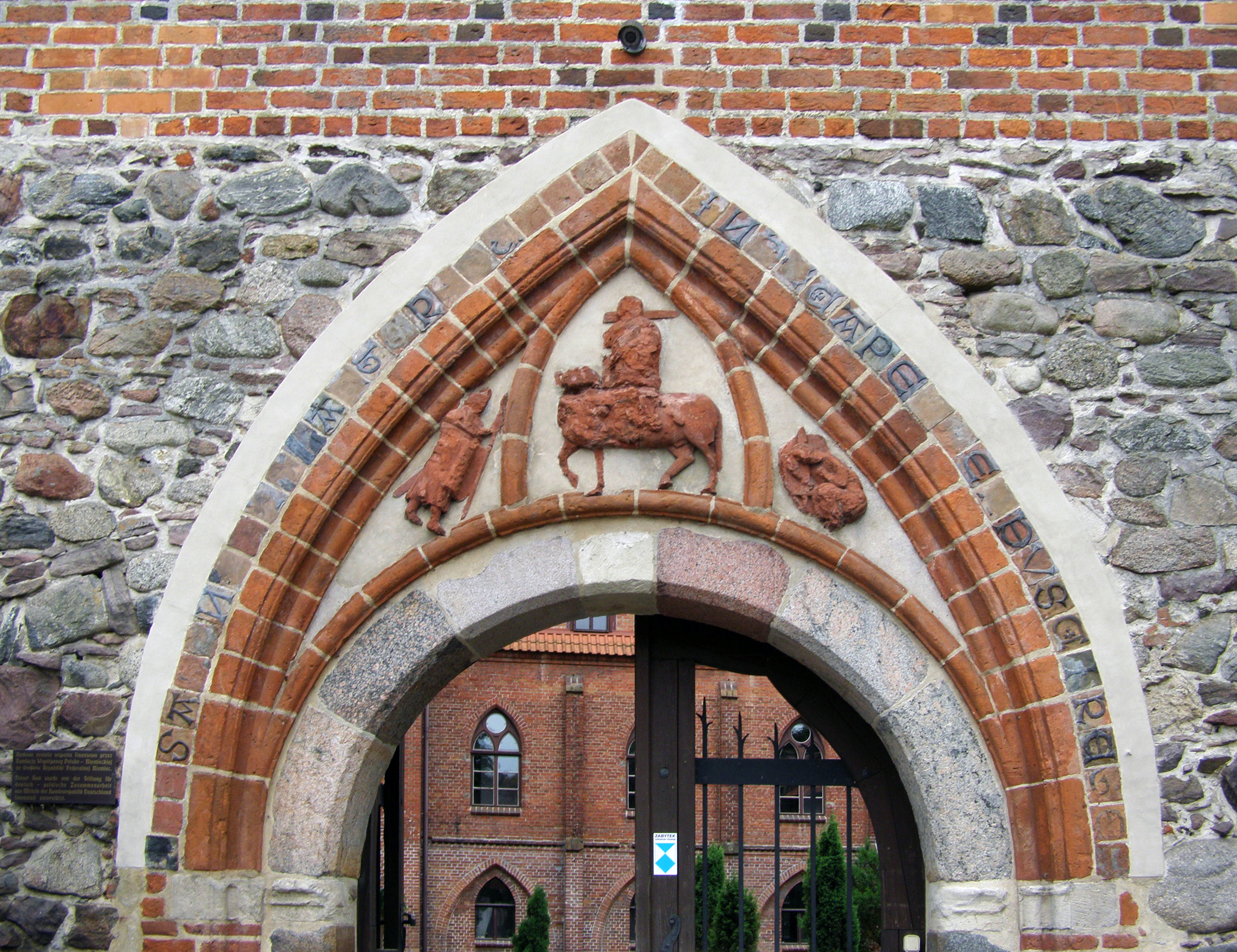
Tympanon bramy wewnętrznej - jeden z najcenniejszych zabytków zamku
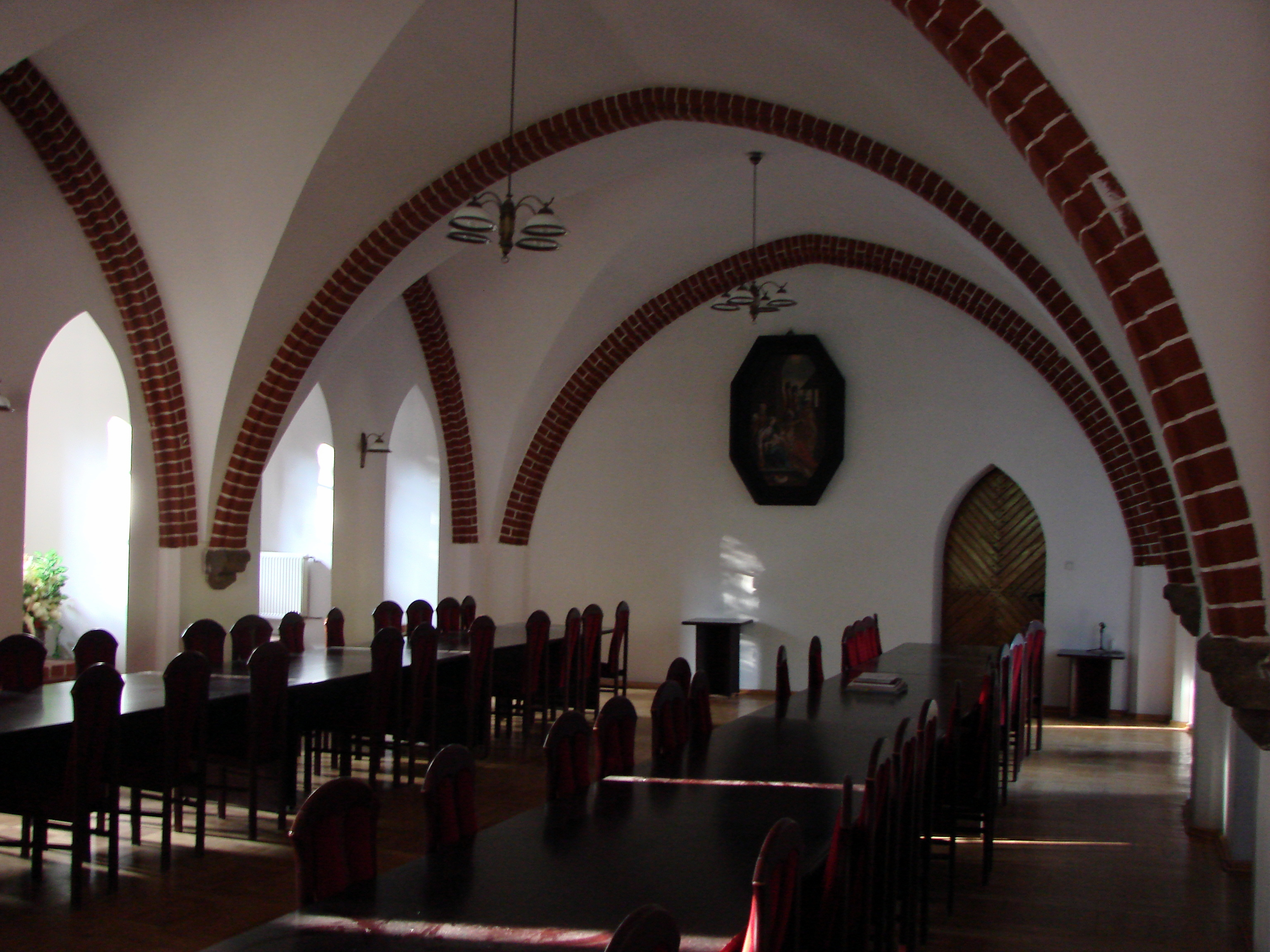
Sala rycerska
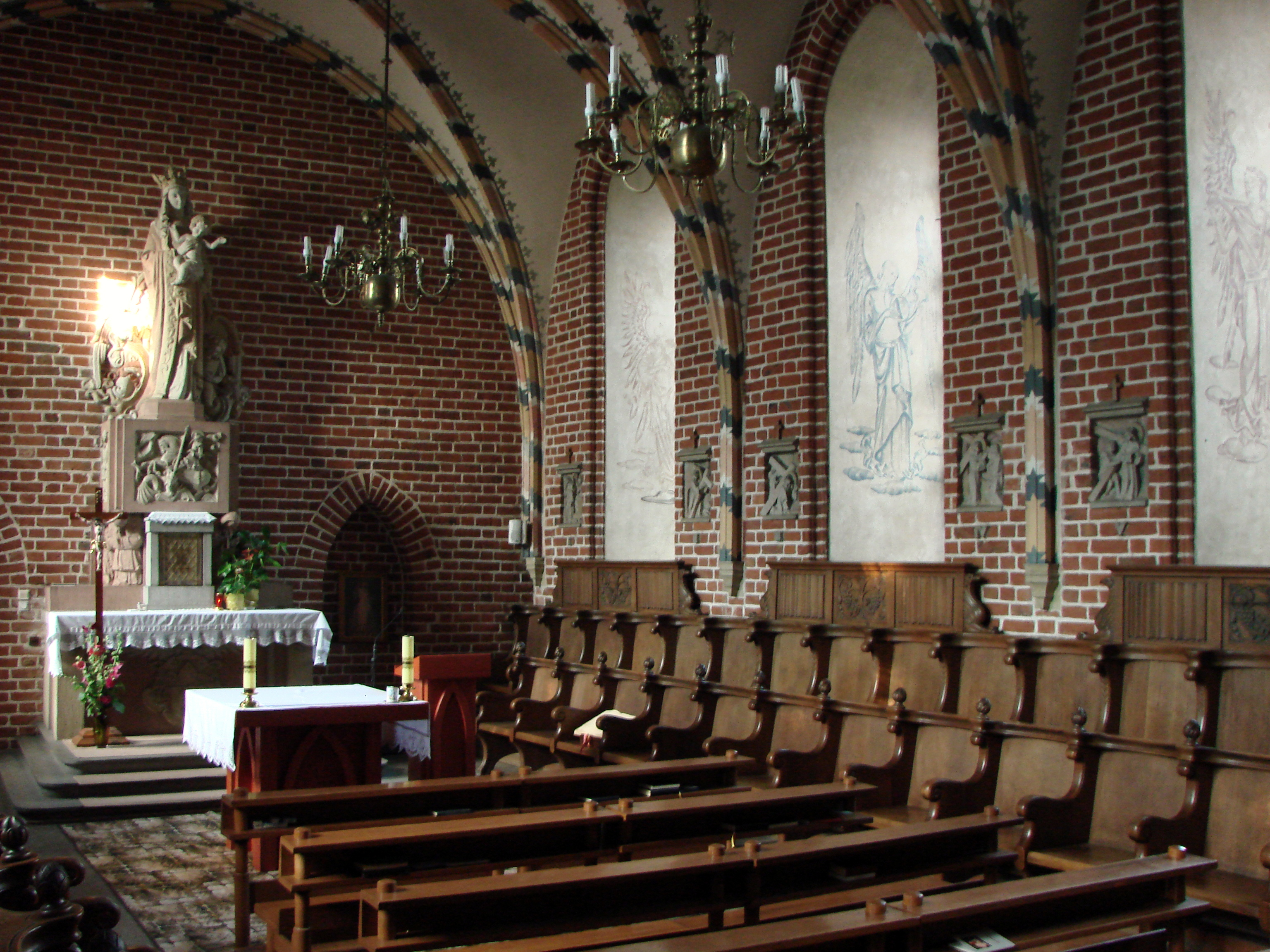
Kaplica